# Linia kolejowa Zemitāni – Skulte

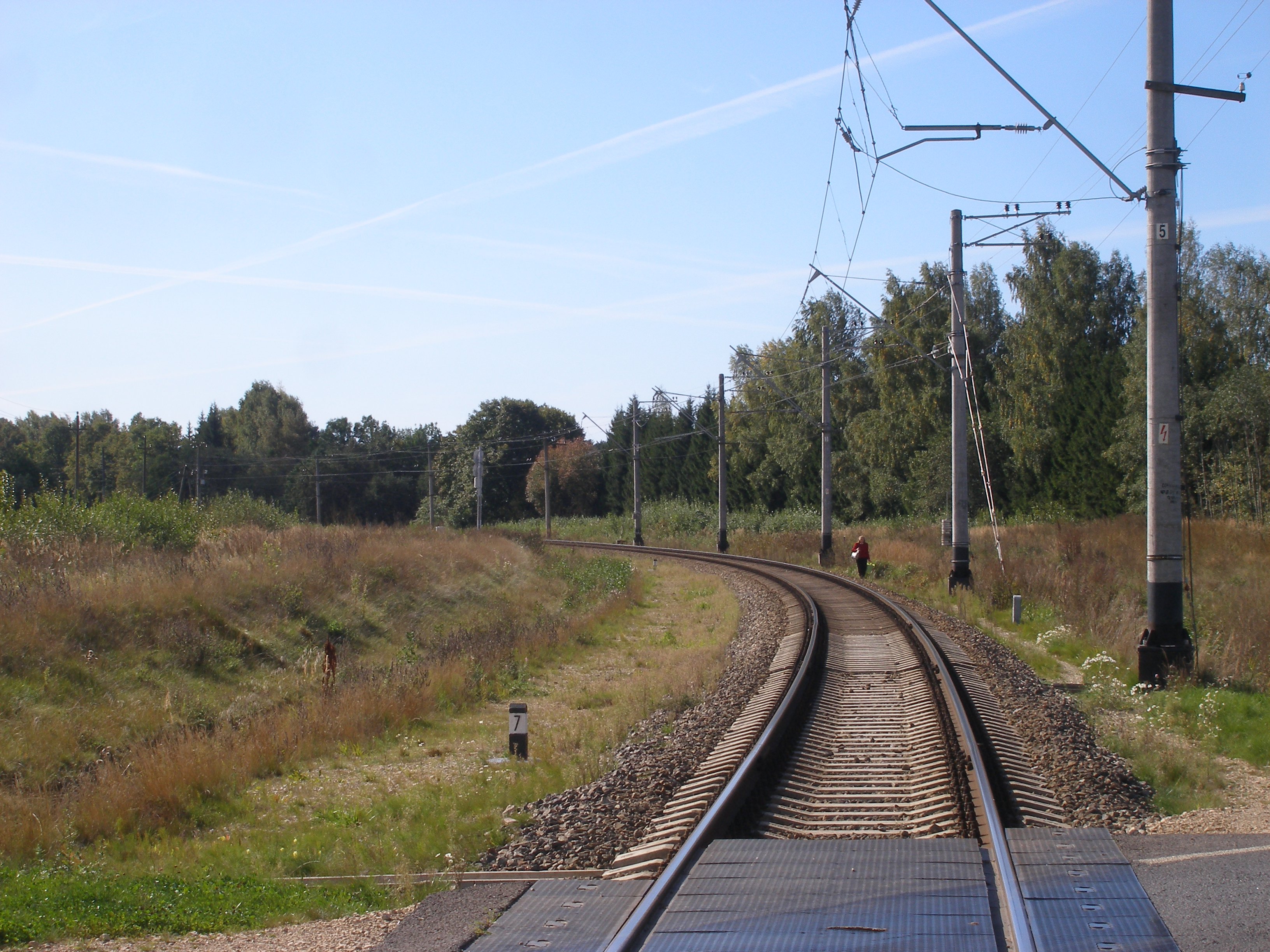
Linia pomiędzy Zvejniekciems a Skulte

Linia kolejowa Zemitāni – Skulte – linia kolejowa na Łotwie o długości 52 km, łącząca stację Zemitāni w Rydze ze stacją Skulte w gminie Limbaži. Została otwarta w 1937 roku.

## Przebieg
Zemitāni – Brasa – Sarkandaugava – Mangaļi – Ziemeļblāzma – Vecdaugava – Vecāķi – Kalngale – Garciems – Garupe – Carnikava – Gauja – Lilaste – Inčupe – Pabaži – Saulkrasti – Ķīšupe – Zvejniekciems – Skulte

## Linia Ryga – Rūjiena – Ipiķi

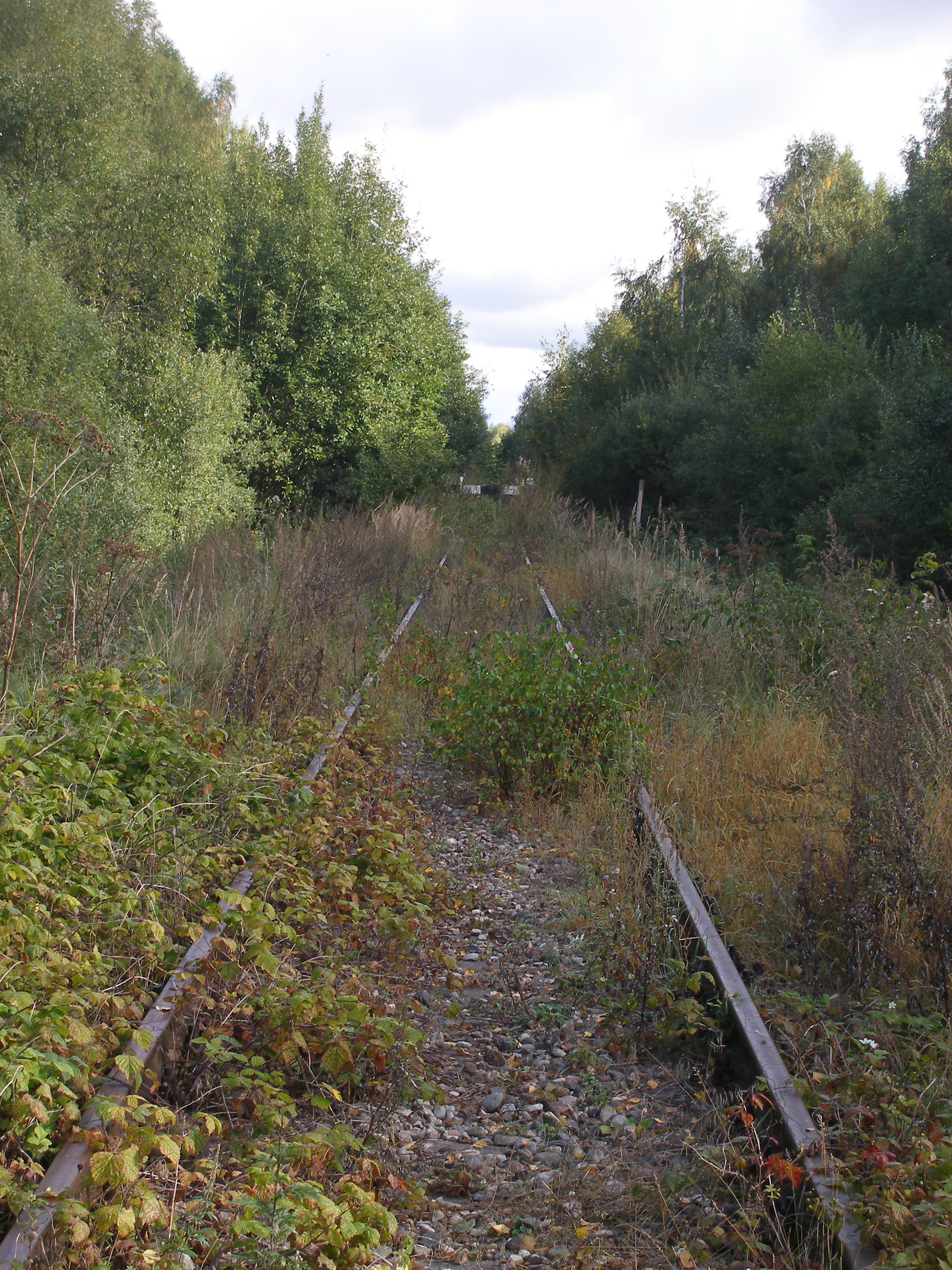
Tory za stacją Skulte przed rozebraniem w 2005 roku

Obecna linia Zemitāni – Skulte powstała w ramach dłuższej linii, łączącej Rygę z miastem Rūjiena i ciągnącą się dalej do stacji Ipiķi przy granicy z Estonią. Dalej linia przekraczała granicę i w mieście Mõisaküla łączyła się z linią Parnawa – Mõisaküla, by wraz z linią Tallinn – Parnawa tworzyć ciąg łączący Tallinn z Rygą. Trwające 5 godzin i 15 minut połączenia bezpośrednie pomiędzy stolicami były realizowane raz dziennie od 17 lipca 1981 do 20 lutego 1992.
Odcinek do Rūjiena miał 148 km długości, a wraz z przedłużeniem do Ipiķi 167 km. W Rūjiena linia krzyżowała się z wąskotorową linią Valka – Parnawa. Część linii od Skulte została oficjalnie zamknięta w 2004 roku. W 2005 tory na odcinku Skulte – Ipiķi zostały rozebrane.

### Przebieg na odcinku Skulte – Ipiķi
Skulte – Ziediņi – Stiene – Inte – Lāde – Lielezers – Limbaži – Katvari – Neiķene – Pociems – Puikule – Purezers – Auseklis – Aloja – Upšas – Iģe – Mazsalaca – Idus – Virķēni – Rūjiena – Ķirbiļi – Ipiķi